# Монца-э-Брианца
Монца-э-Брианца (итал. Provincia di Monza e della Brianza, ломб. Pruvincia de Munscia e Brianza) — провинция в административной области Италии Ломбардия.
Административный центр — город Монца. Население в 2011 году — 850 321 человек. Провинция расположена в северной части Италии, площадь территории — 405,49 км².
Официально решение о выделении провинции из провинции Милан было принято 12 мая 2004 года, окончательно процесс размежевания и административно-территориального разделения провинций завершается к 2009 году.